# Маулдин, Майкл Лорен
Майкл Лорен «Fuzzy» Маулдин( /ˈmɔːldən/ ) (родился 23 марта 1959)  ученый и изобретатель Lycos веб - поисковой системы. Он также является одним из авторов Rog-O-Matic и Julia, участницы теста Тьюринга на получение премии Лебнера. Verbot, программа чат-бота, которая больше не существует, основана на работе Маулдина. Автор 2 книг, 10 рецензируемых статей и нескольких технических отчетов по обработке естественного языка, автономным информационным агентам, поиску информации и экспертным системам.

## Ранняя жизнь и образование
Маулдин родился 23 марта 1959 года в Далласе, штат Техас, в семье Джимми Альтона Молдина и Мэрилин Джин Тейлор.
В 1981 году он получил степень бакалавра Университета Райса. В 1983 году получил степень магистра, а в 1989 году - докторскую степень в Университете Карнеги-Меллона (CMU).

## Карьера
В 1994 году, работая в CMU над проектом цифровой библиотеки Informedia, Маулдин создал Lycos из трех страниц кода.  Вместе с CMU он продал CMGI 80% компании за 2 миллиона долларов.
В 1996 году Lycos была самой быстрой компанией, которая когда-либо стала публичной компанией посредством первичного публичного размещения акций.
В 1997 году он покинул Lycos и вместе с Питером Плантеком основал Conversive. Компания была разработчиком программного обеспечения для искусственного интеллекта, создававшего самоанимацию компьютерных персонажей. Он оставался в совете директоров компании до 2013 года, когда она была приобретена Avaya.
В августе 2015 года Маулдин стал членом совета директоров Lycos, ныне принадлежащего Сурешу Редди.

## Патенты
Маулдин является изобретателем или соавтором 4 патентов:
- US 5,748,954 - «Метод поиска построенного в очереди и ранжированного каталога файлов, хранящихся в сети»[4]
- US 5,835,667 - «Способ и устройство для создания доступной для поиска цифровой видеотеки, а также система и способ использования такой библиотеки»[5]
- US 5,664,227 - «Система и способ сканирования цифровых аудио / видео данных»[6]
- US 7,253,817 - «Виртуальный человеческий интерфейс для проведения опросов»[7]